# Abílio Campos Monteiro
Abílio Adriano de Campos Monteiro (Torre de Moncorvo, 1876 - São Mamede de Infesta, 1933) foi um escritor, jornalista, médico e político português.

## Biografia
Nasceu na vila transmontana de Torre de Moncorvo a 7 de Março de 1876.
Concluiu os estudos liceais em 1891 na cidade de Viana do Castelo.
Aos 15 anos de idade já escreve para periódicos como O Moncorvense, Jornal de Viana, A Vida Nova, Aurora do Lima e Pontos e Vírgulas tendo mesmo desempenhado em alguns destes o cargo de diretor.
Em 1894 inscreve-se na Academia Politécnica do Porto e, na mesma altura, escreve o seu primeiro livro de poesia Arco-Íris e também o folheto Pró-Pátria.
Concluiu os preparatórios de Medicina no ano letivo de 1896-1897 e matricula-se na Escola Médico-Cirúrgica do Porto. É neste período que se casa com Olívia Barros Coutinho, filha do médico Tavares Coutinho, de São Mamede de Infesta. Do seu casamento teria 4 filhos.
Em 1902 concluiu a sua licenciatura com a defesa da dissertação inaugural intitulada  "A Neurasthenia: (apontamentos e opiniões)".
Dedicou a sua vida ao campo das Letras tendo sido jornalista, romancista, poeta, dramaturgo, tradutor, conferencista, autor de uma centena de prefácios de livros.
Dirigiu a revista mensal ilustrada Argus   no período de Maio e Julho de 1907 e foi cofundador, juntamente com Ferreira de Castro, da "Civilização -  Grande Magazine Mensal" (1928-1937).
Colaborou com alguns periódicos nacionais e estrangeiros como o Jornal de Notícias, O Primeiro de Janeiro, A Pátria, Revista de las Españas, etc.
Foi também um cidadão interventivo tendo desempenhado as funções de administrador do concelho da Maia, deputado monárquico pelo distrito do Porto durante a governação de Sidónio Pais e capitão-médico miliciano, nomeado a 19 de Novembro de 1917, no Distrito de Recrutamento n.º 18.
Foi ainda presidente da Associação de Jornalistas e Homens de Letras do Porto, Clube dos Girondinos, Grupo dos Modestos e vice-presidente da Associação Médica Lusitana.
Faleceu na sua casa em São Mamede de Infesta a 4 de Dezembro de 1933.

## Publicações
Das obras que publicou destacam-se:
- Os Lusíadas Anotados e Parafraseados;
- monografia "Entre Douro-e-Minho" da coleção "Portugal";
- a biografia de Zé do Telhado;
- a obra "Saúde e Fraternidade".
- os romances Miss Esfinge, Camilo Alcoforado e As Duas Paixões de Sabino Arruda